# Bolond Istók (hetilap, 1878–1919)
A Bolond Istók képes heti élclap, mely 1878-tól 1919-ig jelent meg Budapesten. A Borsszem Jankó és Az Üstökös után a harmadik legnépszerűbb élclap volt.

## Története
1878. január 6-án indította útjára Bartók Lajos, aki a hetilap kiadója, tulajdonosa és Don Pedrő néven szerkesztője is volt. A nyomást kezdetben a Schlesinger és Wohlauer nyomda, majd 1883 közepétől a Franklin Társulat nyomdája végezte. Rajzolói id. Jankó János, Homicskó Atanáz és Cserépy Árpád voltak. Olvasóközönségét elsősorban a vidéki középosztály egy része alkotta.
A lapot a kormánypárti Borsszem Jankó ellensúlyozására alapították. Bartók Lajos a Függetlenségi Párt politikáját támogatta és gúnyolódásában nem ismert határt. Híres állandó alakjai: Generál Szakramentovics (a magyarfaló osztrák generális); Móric Paja (a húsosfazékért lelkesedő Tisza-párti képviselő); Federvieh Kóbi (a zsidó revolverzsurnaliszta), stb.
A politikai élclap kíméletlenül ostorozta a Deák-pártot és állandóan izgatott Ausztria ellen. Megvetően írt a közös hadseregről, üldözte az ellenzéknek nem tetsző közéleti szereplőket. Bartók Lajos tömérdek mérges cikket és csúfondáros verset írt minden évfolyamába, csipkedte az Akadémiát és a Kisfaludy Társaságot, nevetséges színben tüntette fel Greguss Ágostot, Gyulai Pált és általában a kormánypárti írókat és tudósokat, nem kímélte Arany Lászlót, Jókait sem. A zsidósággal és a katolikus papsággal szemben egyaránt ellenséges volt.
A politikusok és a politikai élet gúnyolása mellett nagy teret kaptak az irodalmi és színházi életet kifigurázó írások, a színműparódiák és az antiszemita viccek is. Bartók Lajos szerkesztői-kiadói működését követően a lap gyorsan hanyatlott, és a köztársaság idején meg is szűnt.
Utolsó lapszáma 1919. március 16-án jelent meg.